# Uncey-le-Franc
Uncey-le-Franc – miejscowość i gmina we Francji, w regionie Burgundia-Franche-Comté, w departamencie Côte-d’Or.
Według danych na rok 1990 gminę zamieszkiwało 68 osób, a gęstość zaludnienia wynosiła 7 osób/km² (wśród 2044 gmin Burgundii Uncey-le-Franc plasuje się na 842. miejscu pod względem liczby ludności, natomiast pod względem powierzchni na miejscu 949.).